# Hommet-d'Arthenay
Hommet-d'Arthenay é uma comuna francesa na região administrativa da Normandia, no departamento Mancha. Estende-se por uma área de 14,74 km². Em 2010 a comuna tinha 433 habitantes (densidade: 29,4 hab./km²).